# Marszałek Polski
Marszałek Polski – najwyższy stopień wojskowy w Siłach Zbrojnych Rzeczypospolitej Polskiej. W hierarchii wojskowej, poniżej stopnia Marszałka Polski znajdują się stopnie generalskie i admiralskie.

## Historia
19 marca 1920 roku Józef Piłsudski przyjął dla siebie i zatwierdził jako naczelny wódz unikatowy stopień Pierwszego Marszałka Polski. W niedzielę, 14 listopada 1920 roku na placu Zamkowym w Warszawie miało miejsce uroczyste wręczenie Buławy Pierwszego Marszałka Polski Józefowi Piłsudskiemu. Buławę, symbol władzy i bezwzględnego posłuchu, Naczelnemu Wodzowi Polskich Sił Zbrojnych wręczył żołnierz frontowy. Buława została poświęcona przez biskupa polowego Stanisława Galla w czasie polowej mszy świętej.
13 kwietnia 1923 roku Prezydent Rzeczypospolitej Polskiej Stanisław Wojciechowski na wniosek Ministra Spraw Wojskowych gen. dyw. Kazimierza Sosnkowskiego i Prezesa Rady Ministrów gen. dyw. Władysława Sikorskiego mianował Marszałka Francji Ferdinanda Focha Marszałkiem Polski. 15 kwietnia 1923 roku generał dywizji Kazimierz Sosnkowski wręczył mu nominację.
10 listopada 1936 roku prezydent Polski Ignacy Mościcki mianował Edwarda Śmigłego-Rydza generałem broni i jednocześnie Marszałkiem Polski oraz odznaczył Orderem Orła Białego. Buławę Marszałka Polski poświęcono w kaplicy Zamku Królewskiego w Warszawie. Uroczystość przekazania jej Śmigłemu-Rydzowi miała miejsce na dziedzińcu Zamku Królewskiego. Brali w niej udział przedstawiciele Rady Ministrów, delegacje pułków, duchowieństwa, attaché wojskowi i poczty sztandarowe wojska. Mianowanie Rydza na najwyższy stopień wojskowy w Wojsku Polskim zostało negatywnie przyjęte przez część obozu sanacyjnego. Szczególnie „starzy” piłsudczycy uważali, że godność ta należała się jedynie Józefowi Piłsudskiemu, a Śmigły-Rydz nie zasługiwał na takie wyróżnienie. Walery Sławek uznał datę mianowania nowego Marszałka Polski za najsmutniejszy dzień w swoim życiu. Podwójną promocję Rydza przeciwnicy nazwali ironicznie buławizacją.
| #  | Imię i nazwisko       | Data nadania        | Uwagi                                                       |
| -- | --------------------- | ------------------- | ----------------------------------------------------------- |
| 1. | Józef Piłsudski       | 19 marca 1920       | Pierwszy Marszałek Polski                                   |
| 2. | Ferdinand Foch        | 13 kwietnia 1923    | także Marszałek Francji i Marszałek Polny Wielkiej Brytanii |
| 3. | Edward Śmigły-Rydz    | 10 listopada 1936   |                                                             |
| 4. | Michał Rola-Żymierski | 3 maja 1945         |                                                             |
| 5. | Konstanty Rokossowski | 5 listopada 1949    | także Marszałek Związku Radzieckiego                        |
| 6. | Marian Spychalski     | 7 października 1963 |                                                             |

## Podstawy prawne

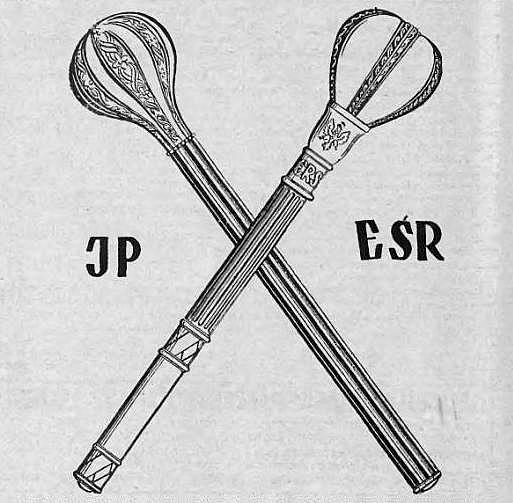
Buława Pierwszego Marszałka Polski Józefa Piłsudskiego oraz Marsz. Pol. Edwarda Rydza

W chwili mianowania się Józefa Piłsudskiego na stopień wojskowy Pierwszego Marszałka Polski brak było przepisów regulujących tę materię. W szczególności zaś podstawą do takiego aktu nie mogły być powołane przez Ogólną Komisję Weryfikacyjną przepisy Ustawy o ustaleniu starszeństwa i nadaniu stopni oficerskich w wojsku polskim z dnia 2 sierpnia 1919 roku, które nie przewidywały stopnia wojskowego marszałka oraz umożliwiały, przy uznaniu zasług wojennych, zweryfikowanie pułkownika Józefa Piłsudskiego co najwyżej w stopniu generała podporucznika.
Zgodnie z art. 39 Ustawy o podstawowych obowiązkach i prawach oficerów Wojsk Polskich z dnia 23 marca 1922 roku stopień Marszałka Polski nadawał Prezydent Rzeczypospolitej za wyjątkowe zasługi w obronie Ojczyzny. W powyższym trybie nastąpiło mianowanie Ferdinanda Focha.
Obowiązującym i dotąd niewykorzystanym uregulowaniem prawnym dotyczącym mianowania na stopień wojskowy Marszałka Polski jest Ustawa o Obronie Ojczyzny z dnia 11 marca 2022 roku. Zgodnie z art. 135 ust. 4 tejże ustawy najwyższym stopniem wojskowym w Polsce jest Marszałek Polski. Zgodnie z art. 140 ust. 4 tejże ustawy Prezydent Rzeczypospolitej Polskiej na wniosek Ministra Obrony Narodowej mianuje na stopień wojskowy Marszałka Polski oficera posiadającego stopień wojskowy generała (admirała) za wyjątkowe zasługi dla Sił Zbrojnych Rzeczypospolitej Polskiej.
W dotychczasowym postrzeganiu tej możliwości mianowanie na stopień wojskowy Marszałka Polski jest uznawane jako możliwe jedynie w przypadku wojny albo w związku z wygraną kampanią.

## Oznaki i insygnia
Oznakami Marszałka Polski są:
- wężyk generalski oraz dwie skrzyżowane buławy na naramiennikach i otoku czapki,
- dwa galony na daszku czapki (srebrne paski szerokości 6 mm wzdłuż krawędzi daszka, jak u oficerów starszych),
- orły i dwie skrzyżowane buławy na kołnierzach kurtek mundurów oraz płaszczy,
- proporczyk Marszałka Polski na pojazdach mechanicznych (dwie buławy ze złotym wężykiem generalskim).

Insygnium stanowi buława Marszałka Polski.

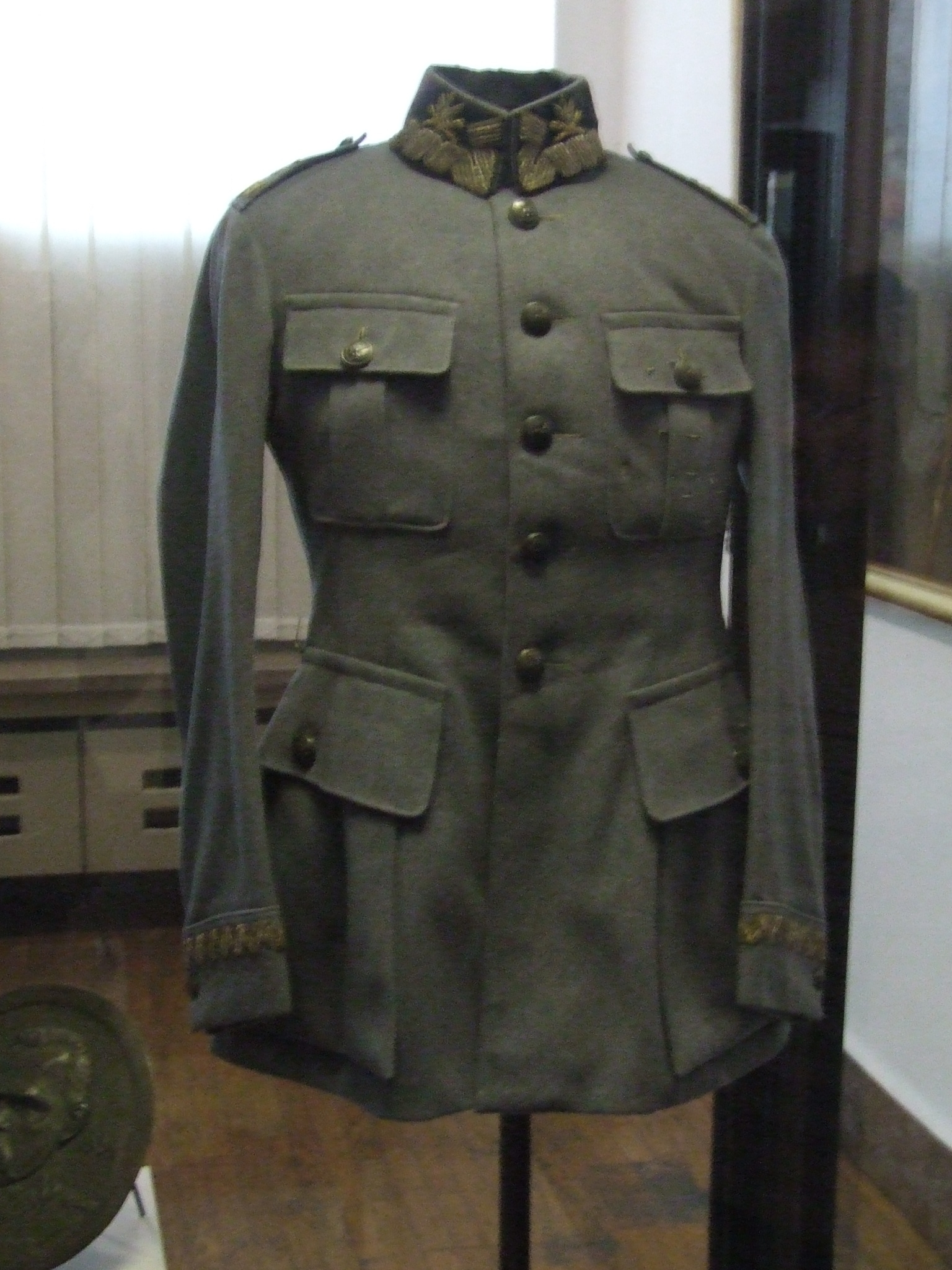
Mundur Pierwszego Marszałka Polski Józefa Piłsudskiego
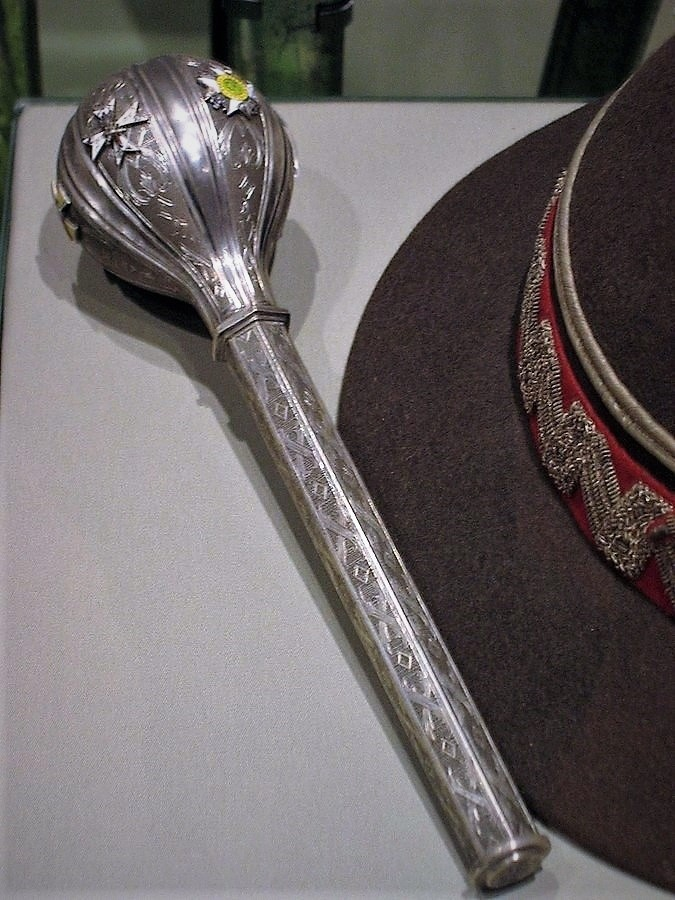
Buława mniejsza Marszałka Polski Edwarda Rydza
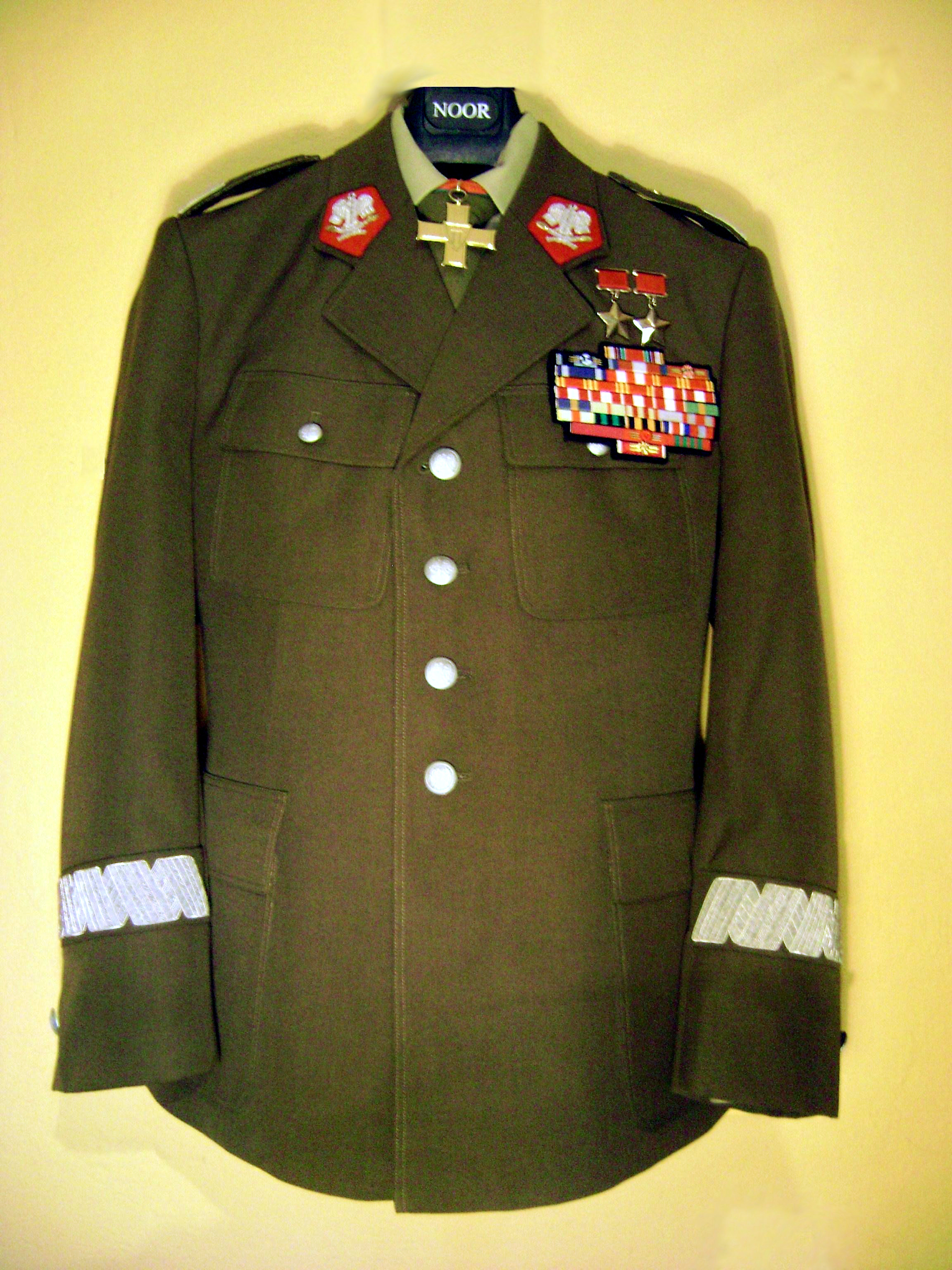
Kopia munduru Marszałka Polski Konstantego Rokossowskiego
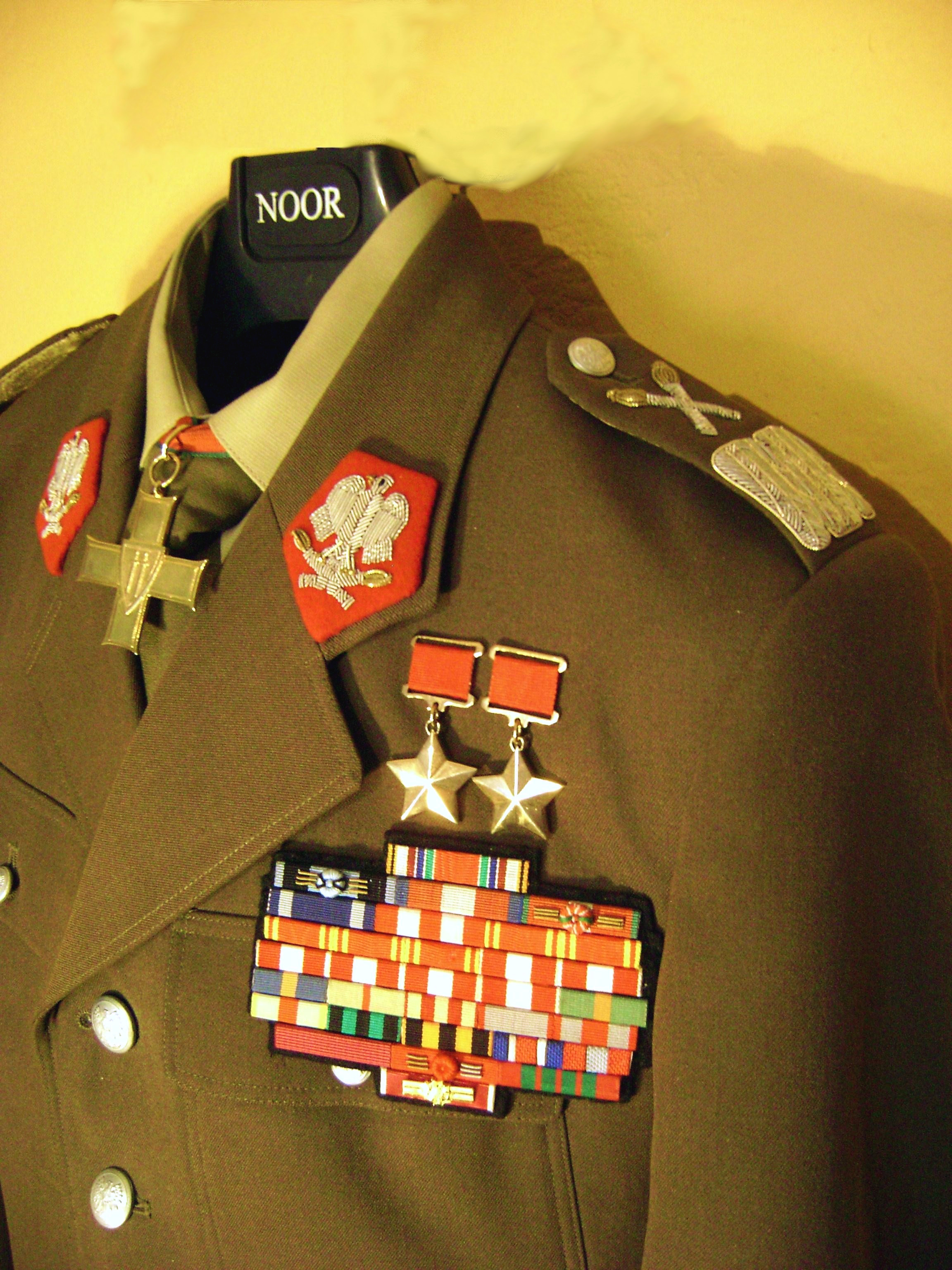
Kopia munduru Marszałka Polski Konstantego Rokossowskiego

## Podsumowanie

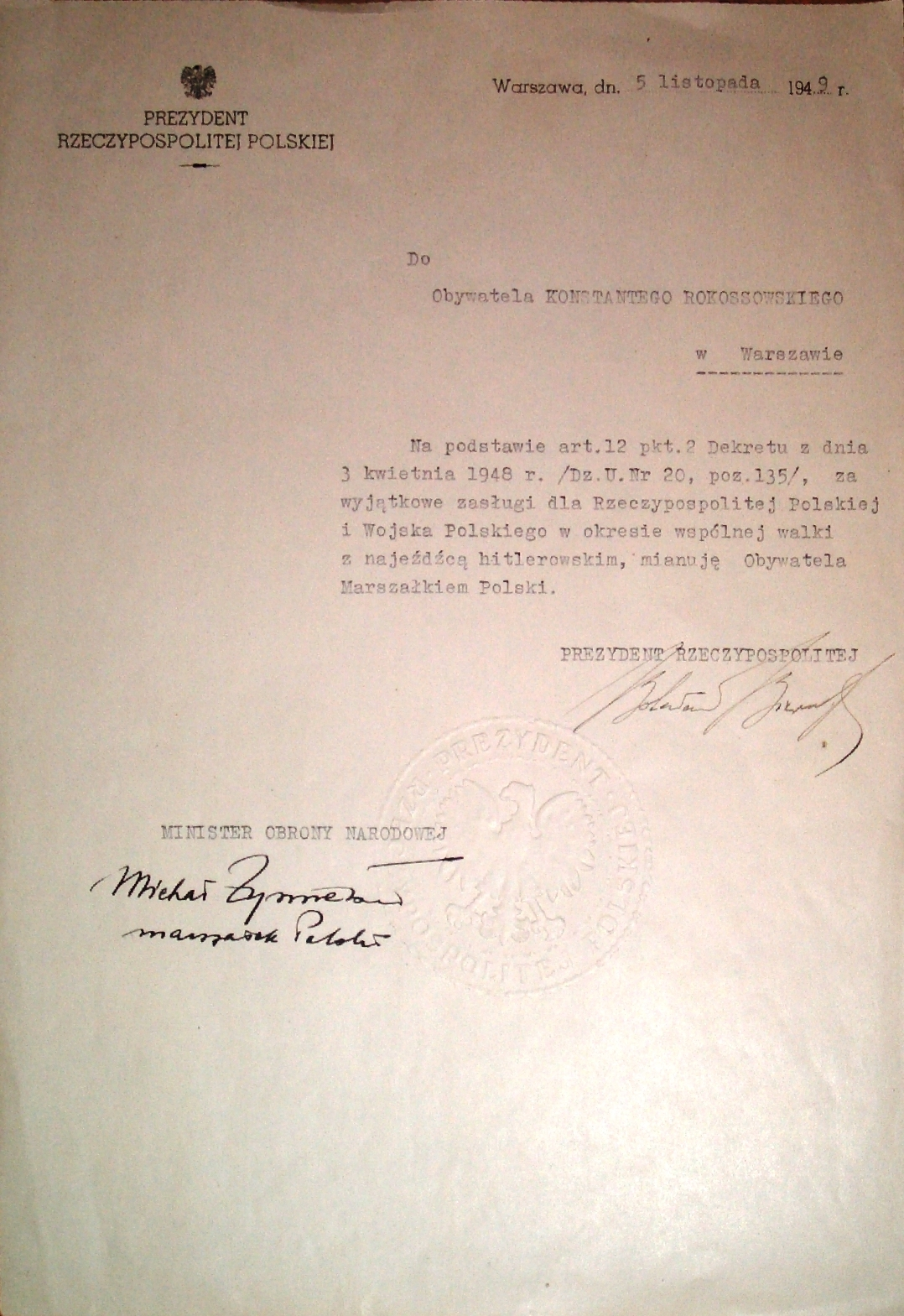
Dokument Mianowania Konstantego Rokossowskiego na stopień wojskowy Marszałka Polski

Poza Pierwszym Marszałkiem Polski Józefem Piłsudskim stopień Marszałka Polski otrzymało trzech oficerów obywatelstwa i narodowości polskiej, jeden obywatel Związku Radzieckiego (polskiej narodowości) i jeden obywatel Francji. Oficerowie legitymujący się obcym obywatelstwem, obok stopnia Marszałka Polski, posiadali wcześniej stopnie Marszałka Związku Radzieckiego (Rokossowski), Marszałka Francji oraz Marszałka Polnego Wielkiej Brytanii (Foch).
W II Rzeczpospolitej Polskiej stopień wojskowy Marszałka Polski otrzymało trzech oficerów (stricte dwóch, wyłączając Pierwszego Marszałka Polski Józefa Piłsudskiego). Kolejnych mianowano w latach 1945–1949. Władze Polskiej Rzeczypospolitej Ludowej mianowały tylko jednego oficera. Trzech z sześciu Marszałków Polski w czasie I wojny światowej walczyło w Legionach Polskich. Wszyscy oficerowie mianowani Marszałkami Polski po II wojnie światowej byli ofiarami stalinizmu. Uwzględniając osobę Józefa Piłsudskiego, jako represjowanego przez cesarską policję polityczną, tzw. ochranę, to czterech z pięciu Polaków mianowanych Marszałkami Polski miało w życiorysach prześladowania przez Rosję (pobyt w więzieniach, łagrach oraz zesłanie) z powodów politycznych i ideologicznych. Szczególnym przypadkiem jest Michał Rola-Żymierski, który w dwudziestoleciu międzywojennym XX w. był również zdegradowany i więziony w Polsce, jednakże z przyczyn natury kryminalnej. Po jego śmierci 15 października 1989 r. nie ma w Polsce żołnierzy noszących stopień wojskowy Marszałka Polski.
W literaturze naukowej podkreśla się, że jedynymi legalnymi Marszałkami Polski zostali Edward Śmigły-Rydz oraz Marian Spychalski. W przypadku Józefa Piłsudskiego, Ferdinanda Focha, Michała Żymierskiego i Konstantego Rokossowskiego stwierdzono, że otrzymali oni stopień Pierwszego Marszałka Polski (Piłsudski) lub Marszałka Polski (Foch, Żymierski, Rokossowski) z naruszeniem ówcześnie obowiązujących przepisów prawnych, co oznacza, że powyższe stopnie zostały im przyznane nielegalnie.

## Niedoszli Marszałkowie Polski
Stopień Marszałka Polski planowano przyznać również gen. Wojciechowi Jaruzelskiemu. Najpierw w latach 70 XX w. takie zamierzenia przewijały się na szczycie władz partyjno-państwowych. Z różnych względów oraz z racji niechęci samego gen. Wojciecha Jaruzelskiego odstąpiono od tego. Następnie w 1983 roku Wojewódzka Rada Narodowa w Białymstoku, pomimo braku takich kompetencji, również zasugerowała nadanie stopnia Marszałka Polski Wojciechowi Jaruzelskiemu. I tym razem Wojciech Jaruzelski odmówił.
W 1990 roku rząd RP na uchodźstwie chciał awansować na stopień Marszałka Polski gen. dyw. Stanisława Maczka, ale 98-latek odmówił.
3 maja 1979 roku samozwańczy Prezydent Wolnej Polski na Wychodźstwie Juliusz Nowina-Sokolnicki mianował gen. bryg. Antoniego Zdrojewskiego Marszałkiem Polski. Awans ten, podobnie jak inne nominacje przyznawane przez samozwańczego prezydenta, nie został nigdy uznany przez władze RP na uchodźstwie, PRL ani III RP.